# Прополис
Прополисът (от гръцки „προ“ +"πολις" – „пред града“, „защита на града“), наричан още клей, е смес от смоли, восък и прашец от пъпки и цветове на растенията, обогатена с ензими и подложена на млечно-кисела ферментация в храносмилателната система на пчелите. Прополисът съдържа витамини, етерични масла, минерални соли, микроелементи, хормони и ферменти.
Младите пъпки на някои растения, отделят подобно на восък вещество, което служи да ги предпази от вредното действие на външни фактори на средата: слънчева радиация, плесени, бактерии, вируси, гъби. Пчелите го събират и внасят в кошера и с него извършват дезинфекционни дейности. Полират килийките преди майката да снесе яйца в тях, запечатват процепи и дупки в стените на кошера, балсамират убити вътре животни, които не могат да изхвърлят навън през прелката, като мишки, гущери и други. Той е тяхното „химическо оръжие“ срещу инфекциите.
Цветът на прополиса е жълт, жълто-зелен, тъмно зелен или сив. Във вода се разтваря слабо, най-добре се разтваря в спирт, етер, хлороформ, ацетон.

## Свойства
Събран от растенията и донесен в кошера, прополисът запазва всичките си свойства: противомикробни, противовирусни, противоплесенни, противорадиационни, те имат изразено мощно антибиотично и антимикотично действие. Освен това има дезинфекционно, обезболяващо и имуностимулиращо действие. Точно тези негови качества се използват и от хората за лечение и профилактика на много болести. Понижава нивата на холестерол в кръвта и повишава броя на червените кръвни клетки. Много добър естествен лечебен продукт, тъй като напълно отговаря на принципа за лекарствата – преди всичко да не вреди.
Единственият риск при лечение с прополис е алергична реакция, която се наблюдава при около 5% от хората.

## Употреба
Прополисът се използва под форма на 30% спиртен извлек. В 100 мл. 96° житен спирт се поставя надробен на ситно 30 грама прополис и се разклаща по 4–5 пъти на ден в продължение на 5-6 дни, след което бистрата надутаечна част се отделя (декантира се) или се прецежда през няколко слоя марля. Този спиртен извлек е траен продукт и може да се използва при възрастни по 30-40 капки в малко (30-40 мл) вода, мляко, сок и др. на гладно 15-20 мин преди хранене. При деца се използват толкова капки, на колкото години е детето, накапани във вода или мляко 1-2 пъти дневно. Може да се използва също за гаргара при възпалено гърло. Гаргара може да се прави и с профилактична цел, за предпазване от вирусни и бактериални инфекции на горните дихателни пътища.
Използва се и във вид на прополисов мехлем. Има няколко варианта на приготвяне, но най-често срещаните са на комбинация на прополис със зехтин или ланолин.
Медикаменти, които съдържат прополис в Япония се използват за лечение и профилактика на лъчева болест.
Прополисът също се използва за премахването на бенки, като се смесва с пчелен восък. Те се разтопяват на водна баня и се прибавя сокът на един лимон. Прополисът действа като антибиотик и помага бенката да падне, без да я наранява или да я разранява, и няма опасност от разпространяване на доброкачествените тумори, които се съдържат в бенката.
Прополисът също помага и за отстраняването на брадавици, тези лечения са по-разпространени в азиатските държави.